# Frisanco
Frisanco (in friulano Frisanc) è un comune italiano di 591 abitanti del Friuli-Venezia Giulia.

## Geografia fisica
Il comune di Frisanco si estende per 61,20 km².  È costituito dalle tre frazioni principali Casasola, Frisanco e Poffabro e dai borghi Pian delle Merie, Valdifrina, Valdestali, Forcella, Preplans, Vals, Fulin, Valavan, Lunghet e Colvere, quest'ultima costituita a sua volta da vari borghi.
La superficie abitata è compresa tra i 420 m delle Colvere e i 600 di Villa Santa Maria, ma il territorio giunge ai 2.026 m della cima del Monte Raut, che sovrasta maestosamente la valle.
La frazione di Poffabro, con le sue massicce case in pietra, fa parte del circuito dei borghi più belli d'Italia.

## Origini del nome
Il toponimo compare per la prima volta nel 1293 (de Frasanco) e sembra derivare da Freidank, nome personale di origine germanica.

## Storia
La storia dell'attuale comune di Frisanco è molto complessa e con livello di stratificazione (multilayer) storico anche abbastanza inestricabile.

Informazioni presuntive fanno risalire la nascita del primo agglomerato urbano o semplice Villa di compascuo all'età romana: forse alla prima romanizzazione anche dell'est europeo dal I al II secolo d.C. Di sicuro luogo di rifugio anche di gentes di stirpe longobarda dopo la caduta o durante il dominio dei Re di stirpe longobarda. Alcune montagne hanno ancora toponimi con radici o interi nomi di origine "east-gothic". Ovviamente fu predominante fin dall'inizio l'elemento antropico latino di cui anche il dialetto locale ne è comprova.
Nel 1300 luogo di rifugio per persone colpite da calamità o forse anche luogo ambito da ricercatori. Con l'indebolimento dello Stato patriarcale dovuto a vari motivi e in seguito a scontri tettonici frequenti, fu possibile un parziale abbandono dei luoghi e degli abitati. Nel 1500 con la caduta del feudo asburgico di Pordenone e l'indebolimento della feudalità patriarchina inizia la grande espansione veneziana in terra-ferma e Frisanco diventa luogo molto importante per l'estrazione di materiale e luogo di lavoro (estrazione di pietre e legname, viticoltura, fienagione, pascolo e agricoltura a terrazzamenti non sempre di successo) e commercio di derrate alimentari, spezie, sapori e quarzi nei vicini mercati cittadini.
Con il 1600 e lo spauracchio dei Turchi anche Frisanco viene investito dal fenomeno sociale del "rifugiarsi in villa" e forse in questo periodo iniziano miglioramenti o abbellimenti o nuove edificazioni per rendere permanente la popolazione.
Con il 1700 e già prima iniziano le lizze tra le due comunità più coese di Frisanco e Poffabro e si acuiranno con il 1811 per la decretazione napoleonica della fine del comune di Poffabro, già più avanzato economicamente e fedele a Venezia.
Del Regno Lombardo-Veneto, di cui anche Frisanco faceva parte per qualche decennio non ci furono sostanziali cambiamenti nell'amministrazione di prima. Forse dei miglioramenti nel sistema daziario e di tassazione siccome il sistema fiscale della Repubblica di Venezia era balzellistico ed eccessivamente oneroso e il sistema economico dell'ultimo settecento stava diventando eccessivamente speculativo anche se solido per sé. Di sicuro ci furono degli adeguamenti nella toponimia e degli adeguamenti a livello del catasto, dell'unità monetaria e dei trasporti (cfr. costruzione del sistema ferroviario di Pordenone).
Con la caduta del Regno Lombardo-Veneto cade anche un sistema di invassallamento tipico di un sistema feudale e quindi ancora cambiamenti sociali ai vertici e forse emigrazioni e instabilità anche economica.
Dopo l'età del primo impero napoleonico la comunità di Frisanco viene minimamente inficiata dai motti insurrezionali perché zona ad limite.
Sul finire del 1800 iniziano le grandi emigrazioni per motivi di vario genere e per troppi cambiamenti politici in un solo secolo o poco più.
Nel 1900 i flussi aumentano ancora e fino al 1950-60 per vari paesi dell'America, dell'Europa.
Si ricorda che i Conti di Maniago rinunciano al ius patronato sulle pievi solo dopo il 1950.
Il comune sopravvive malgrado il numero esiguo dei residenti e il numero invece alto di "fluttuanti" e emigrati storici.
Nel 1976 il comune fu devastato dal terremoto del Friuli, che provocò enormi crolli e danni.

### Simboli
Lo stemma e il gonfalone sono stati concessi con decreto del presidente della Repubblica del 26 luglio 1975.
Il gonfalone è un drappo di bianco.

## Monumenti e luoghi d'interesse
- Chiesa parrocchiale delle Sante Fosca e Maura
- Museo "Da Li Mans Di Carlin"

## Società

### Evoluzione demografica
Abitanti censiti

### Lingue e dialetti
A Frisanco, accanto alla lingua italiana, la popolazione utilizza la lingua friulana. Ai sensi della deliberazione n. 2680 del 3 agosto 2001 della Giunta della Regione autonoma Friuli-Venezia Giulia, il Comune è inserito nell'ambito territoriale di tutela della lingua friulana ai fini della applicazione della legge 482/99, della legge regionale 15/96 e della legge regionale 29/2007.
La lingua friulana che si parla a Frisanco rientra fra le varianti appartenenti al friulano occidentale.

## Amministrazione
| Periodo | Periodo   | Primo Cittadino            | Partito                                     | Carica  | Note            |
| ------- | --------- | -------------------------- | ------------------------------------------- | ------- | --------------- |
| 1975    | 1980      | Giuseppe Ezio Roman Pognuz |                                             | Sindaco | Primo mandato   |
| 1980    | 1985      | Giuseppe Ezio Roman Pognuz |                                             | Sindaco | Secondo mandato |
| 1985    | 1990      | Giuseppe Ezio Roman Pognuz |                                             | Sindaco | Terzo mandato   |
| 1990    | 1995      | Giuseppe Ezio Roman Pognuz |                                             | Sindaco | Quarto mandato  |
| 1995    | 1999      | Angelo Arturo Bernandon    | colazione di Centrosinistra (Liste Civiche) | Sindaco | Primo mandato   |
| 1999    | 2004      | Angelo Arturo Bernandon    | lista civica                                | Sindaco | Secondo mandato |
| 2004    | 2009      | Angelo Arturo Bernandon    | lista Democratici Sinistra                  | Sindaco | Terzo mandato   |
| 2009    | 2014      | Sandro Rovedo              | lista civica                                | Sindaco | Primo mandato   |
| 2014    | 2019      | Sandro Rovedo              | lista "La Giovane Valcolvera"               | Sindaco | Secondo mandato |
| 2019    | 2024      | Sandro Rovedo              | lista "La Giovane Valcolvera"               | Sindaco | Terzo mandato   |
| 2024    | in carica | Sandro Rovedo              | lista "La Giovane Valcolvera"               | Sindaco | Quarto mandato  |